# 宮崎康平
宮﨑 康平（みやざき こうへい、1917年5月7日 - 1980年3月16日）は、日本の古代史研究家、作家、元会社役員。『まぼろしの邪馬台国』によって日本中に邪馬台国論争を巻き起こした。本名は懋、失明後に一章に改名。
正確な表記は「宮﨑」（「崎」の字は山偏に竒）であるが「宮﨑」と表記出来ない環境が一部存在するので「宮崎」で通すことが多い。以下本項でも「崎」の字を用いる。

## 生涯
本名は宮崎懋（みやざきつとむ）。のちに一章（墓誌名）、一彰と改名する。ペンネームは当初、日夏耿之介の名前から一字を取って「宮崎耿平」（みやざきこうへい）としていたが、人から正しく「こうへい」と呼んでもらえなかったことからその後「康平」に変更している。
康平の家系は、江戸時代末期の長崎県南高来郡杉谷村六ッ木（現：島原市六ッ木町）の宮崎良右衛門（平民苗字許可令により「関蔵」と改名）を祖先とし、會祖父は徳平、祖母はキン（四女）、父は徳市、母は秀子の二男として、1917年、長崎県島原市で宮崎組という土建業を営む家に生まれる。旧制早稲田大学文学部では古代史の津田左右吉の講義に心酔したことが、後の邪馬台国研究に繋がる。早稲田大学卒業後の1940年に東宝映画（現在の東宝）へ脚本家として入社する。兄が死去したため、東宝を退社して実家へ戻り1946年2月、南旺土木（宮崎組の後身。名前は宮崎が愛していた南旺映画に由来）の取締役社長となる。同年11月には島原鉄道の常務取締役にも就任。しかし南旺土木の経営は行き詰まり1948年に倒産した。
1949年、昭和天皇の地方巡幸島原来訪に伴い、島原鉄道は路盤を強化する必要に迫られ、昼夜を徹した突貫工事が行われる。このときの過労によって、1950年に眼底網膜炎で失明する。しかし、昭和天皇の案内役を務めるため、鉄道のカーブの数を数え、何度も練習し務め上げた。昭和天皇は最後に側近に言われるまで、宮崎が盲目だということに気づかなかったという。同時に当時結婚していた妻が家出する。家出後に一人で子どもを育てた際に歌って聞かせた子守唄が後に「島原の子守唄」として知られるようになる（詳細は後述）。また同年、失明を理由に島原鉄道常務取締役を辞任した。このとき、会社は宮崎を慰留しているが、失明した者には仕事はできないと、これを固辞している。
1952年に「島原鉄道観光の歌」を作ることとなり、島原鉄道は宮崎へ作詞を依頼、この歌の作曲をした古関裕而と知り合う。古関がNHKのラジオ・ドラマ「君の名は」の音楽を担当していたことから、宮崎はドラマの原作者・菊田一夫の知遇を得た。このことから宮崎は観光客の増加を狙うべく菊田に「君の名は」の結末の舞台を島原にするよう誘致する。この誘致は功を奏し、1953年から1954年に制作された映画でも島原はロケーションに使われ、島原観光がブームとなる。
1956年2月、古川社長の死去に伴い島原鉄道の強い要請で再び常務取締役に就任する。1957年7月には島原大水害が発生、宮崎は鉄道復旧のため、1949年と同様に陣頭指揮に立つ。このとき、多数の土器が出土したことから宮崎は古代史の研究に強い興味を示すこととなる。1958年には先妻との離婚が成立し、同時に火野葦平媒酌のもと、内縁状態にあった和子と正式に再婚する。
1960年には島原鉄道常務取締役を辞任、九州全域から朝鮮半島にいたるまでの調査を経て、1965年から文学雑誌・九州文学へ調査結果を連載し始める。これをまとめ、一冊の本としたのが講談社から1967年に発売された『まぼろしの邪馬台国』である。この書籍はベストセラーとなり学者のレヴェルにとどまっていた邪馬台国論争を一般にまで広めたとされる。この功績により、同年創設された第1回吉川英治文化賞を受賞した。なおこの書籍が妻・和子の口述筆記によるものであったことから同賞は夫妻に対して贈られている。
1980年には『まぼろしの邪馬台国』の改訂版『新版 まぼろしの邪馬台国』を著し、併せて今後の邪馬台国研究の予定を公にするものの急逝した。62歳。戒名 天真院博道公平居士。島原市の本光寺に眠る。

## 家族
- 父・宮崎徳市（1891年 -）‐ 南高来郡島原町にて土木建築業「宮崎組」（のちの南旺土木）社長。ロ之津鉄道、島原鉄道役員、県会議員県参事会員。東亜鉄道学院土木科卒業後島原鉄道入社[1]、妻と駆け落ちし[1]、国鉄に転ずるも南洋に出稼ぎに行き[1]、帰国後土木工事業で成功し1920年に宮崎組を立ち上げ財を成す[1][5][6][7]。
- 母・秀子 ‐ 島原町の大地主で素封家の娘。
- 先妻 ‐ 子を儲けたが家出後離婚。
- 後妻・和子 ‐ 旧姓・長浜。元NHK福岡放送局の放送劇団員。福岡県柳川市出身。NHKを通じて知り合い、盲目の夫には声のいい人がいいだろうと友人たちが推し、1958年結婚。映画『まぼろしの邪馬台国』（2008年）では吉永小百合が演じた[8][9]。
- 孫・宮﨑香蓮 ‐ 女優。上記映画で和子の子供時代を演じた。

## 人物
小池亮一の著した『夢を喰う男 宮崎康平伝』（1982年 講談社）には宮崎と接した人物からの評価が実名で記載されている。そこには生涯を通じて浪費癖と女性好きがたたった波瀾万丈の人生が綴られており、また虚栄心と嫉妬心が非常に強く周囲への傍若無人な振る舞いが多数書き記されている。作家・城山三郎の小説『盲人重役』（および同作をドラマ化した『汽笛が響く!（関西テレビ）』）は宮崎の半生をもとにして書かれた作品であるが、宮崎のそうした負のイメージは綴られていない。
宮崎とシンガーソングライターのさだまさしの父親とは古くからの友人同士であり、その関係からデビュー以前からさだとも親交を結んでいた。宮崎はさだが結成したグレープを地元放送局であるNBC（長崎放送）に紹介している。グレープのラスト・アルバム『グレープ・ライブ 三年坂』では「島原の子守唄」を採り上げ、1981年には宮崎の死を悼んだ楽曲「邪馬臺」（アルバム『うつろひ』に収録）を発表するなど、さだは宮崎への畏敬の念を示している。また、さだの「関白宣言」のモデルとされているのは宮崎夫妻だと言われている。
第11回全日本国民的美少女コンテストで演技部門賞を受賞した、女優の宮﨑香蓮の祖父である。
2008年11月、妻の協力を得て邪馬台国の研究に打ち込んだ後半生を描いた映画『まぼろしの邪馬台国』（宮崎康平役は竹中直人）が公開された。

## 「島原の子守唄」
妻の家出後に一人で子どもを育てた際に歌って聞かせた子守唄は古関の強い薦めもあって「島原の子守唄」として改めて作詞、島倉千代子の歌唱で1957年にコロムビアレコードより発売する。「島原の子守唄」は当初島原地方で歌い継がれていた子守唄がベースとなっているとされたため、レコードでは「採譜・補作 宮崎耿平（こうへい）、編曲 古関裕而」と記載されていた。その後、歌詞も曲も宮崎の創作であるとされたため、現在JASRACには「作詞・作曲 宮崎一章」として登録されている。しかしその後、本作は山梨民謡「甲州縁故節」を原曲としていることが判明している。「島原の子守唄」が世に知れ渡ったのは、1959年にペギー葉山が歌ったレコードがヒットしたためである。

## 年譜
- 1917年 長崎県杉谷村（現・島原市）で生まれる。
- 1935年 長崎県立島原中学校を卒業し、第二早稲田高等学院に入学。
- 1937年 早稲田大学文学部に進学、演劇研究会に入る。
- 1939年 演劇誌『劇評』の編集・発行人になる。
- 1940年
早稲田大学を卒業、東宝に入社。
10月 兄の死去で帰郷し、宮崎組取締役となる。
- 1946年
 1月 『九州文学』同人となる。
2月 宮崎組を南旺土木に改称、代表取締役社長に就任。
10月『九州詩人』に長編叙事詩「肥後路に寄す」発表、以後次々作品を発表。
11月 島原鉄道・常務取締役となる。
- 1948年8月 南旺土木・代表取締役社長辞任、会社は倒産。
- 1950年 完全失明。島原鉄道・常務取締役辞任。
- 1956年 島原鉄道・常務取締役に再任。
- 1958年
長崎県酪農農協連合会顧問となる。
5月 和子（旧姓：長浜）と再婚。
- 1959年 島原ガーデン社長となり、バナナ、パパイヤ等栽培。
- 1960年 島原鉄道・常務取締役辞任。
- 1966年 西海風土農業研究所を創設。
- 1967年1月 『まぼろしの邪馬台国』を講談社から出版、4月、第1回吉川英治賞を受賞。
- 1968年 島原鉄道代表取締役に就任。
- 1972年 島原歴史懇話会を発足させ、会長となる。
- 1980年3月16日 脳出血のため逝去、62歳[13]。

## 著書
- 『まぼろしの邪馬台国』講談社、1967年 のち文庫
- 『神々のふるさと』講談社、1981年
- 『言いたか放題』講談社、1981年
- 『からゆきさん物語』不知火書房、2008年

## 作詞
宮崎康平は地元の名士として小学校、多くの高等学校より頼まれて、校歌を残している。
作詞者：宮崎耿平
- 島原市立第四小学校校歌（作曲者：寺崎良平）

作詞者：宮崎康平
- 長崎県立島原高等学校校歌（作曲者：大沢寿人）
- 長崎県立国見高等学校校歌（作曲者：古関裕而）
- 長崎県立小浜高等学校校歌（作曲者：古関裕而）
- 長崎県立島原農業高等学校校歌（作曲者：寺崎良平）
- 長崎県立島原工業高等学校校歌（作曲者：古関裕而）
- 長崎県立島原商業高等学校校歌（作曲者：森脇憲三）
- 長崎県立有馬商業高等学校校歌（作曲者：宇野誠一郎）

## 宮崎康平を演じた俳優
- 竹中直人 - 映画『まぼろしの邪馬台国』（2008年）
- 藤岡弘 - 関西テレビドラマ『汽笛が響く!』（1978年）、役名は屋代由之。
- 寺田農 - NHK土曜ドラマ『ちゃんぽん食べたか』（2015年）、さだまさしの自伝小説を原作にしたドラマで、宮崎をモチーフにした郷土史家・宮下康平として登場する。
- 高津住男 - 妻のかがり火（TBS、1968年）- 松崎俊介として。